# ناحیه نک قچا
ناحیه نک قچا (به لاتین: Qacha's Nek District) یک منطقهٔ مسکونی در لسوتو است که در لسوتو واقع شده‌است. ناحیه نک قچا ۲٬۳۴۹ کیلومتر مربع مساحت و ۷۴٬۵۶۶ نفر جمعیت دارد.